# Kreuzkirche (Freiburg im Breisgau)

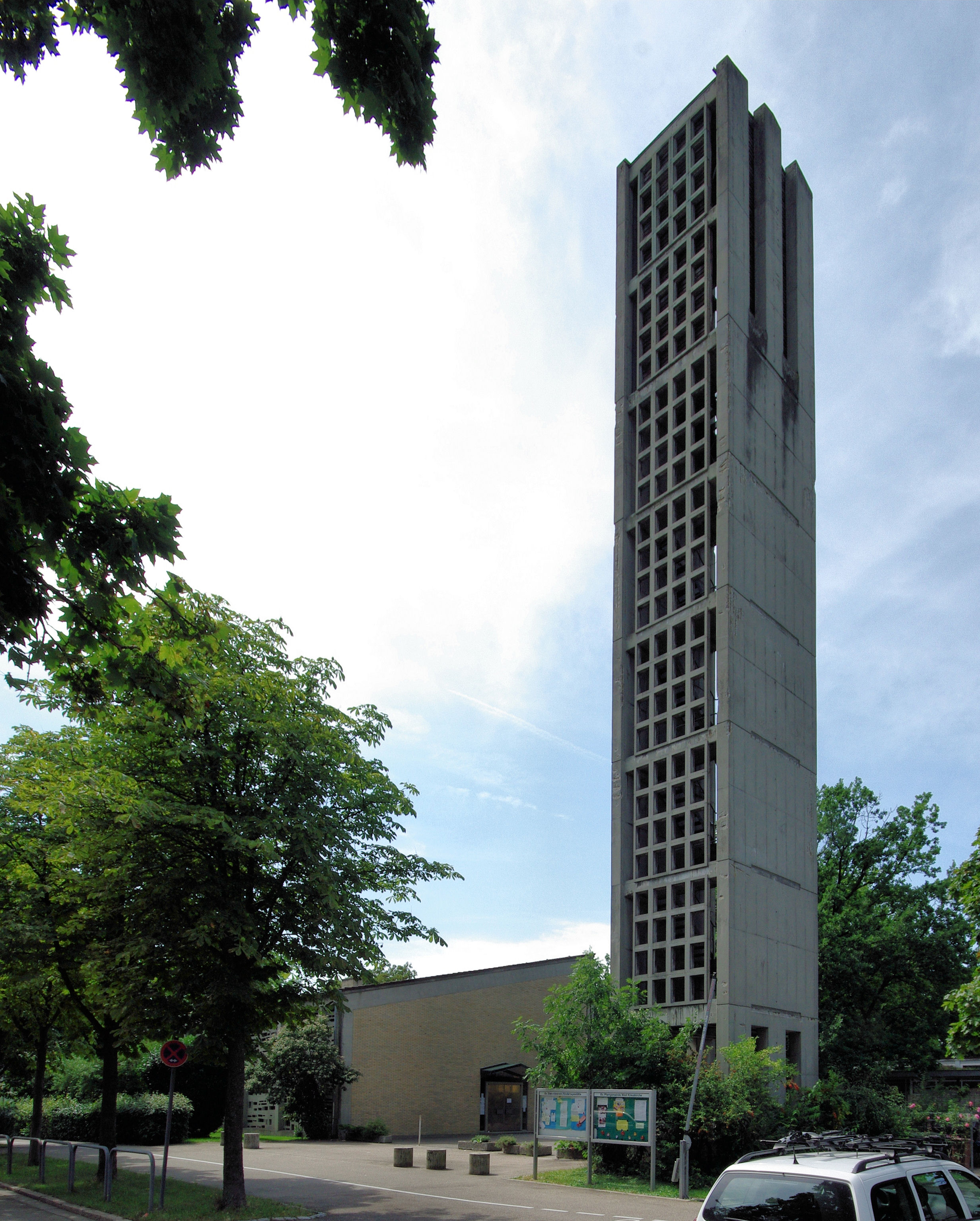
Kreuzkirche Freiburg, 2009

Die Kreuzkirche ist ein evangelisches Kirchengebäude im Stadtteil Stühlinger der Stadt Freiburg im Breisgau. Es ist die Kirche des Predigtbezirks Kreuz-Luther in der Evangelischen Pfarrgemeinde Freiburg West, Kirchenkreis Südbaden der Evangelischen Landeskirche in Baden. 

## Geschichte

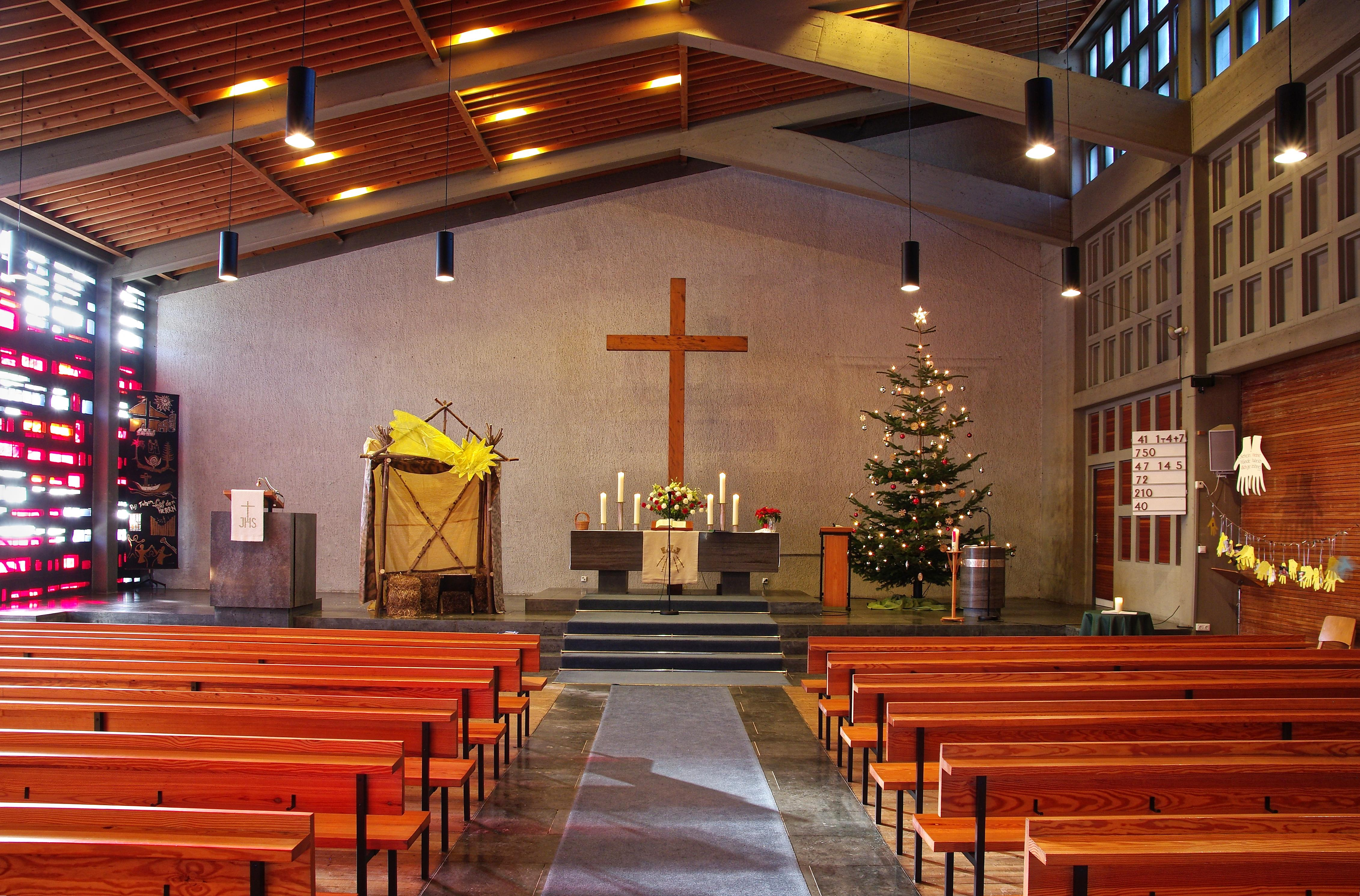
Inneres der Kreuzkirche

Die  Kreuzkirche wurde 1961–1963 nach Plänen des Architekten Werner Gutknecht errichtet und 1964 eingeweiht. Die Kirche wurde nicht alleine geplant, sondern der gesamte Gemeindemittelpunkt bestehend aus Kirchengebäude, Glockenturm, Pfarrhaus, Gemeindehaus und Kindergarten wurde als ein Ensemble realisiert und stand als solches unter Denkmalschutz. 

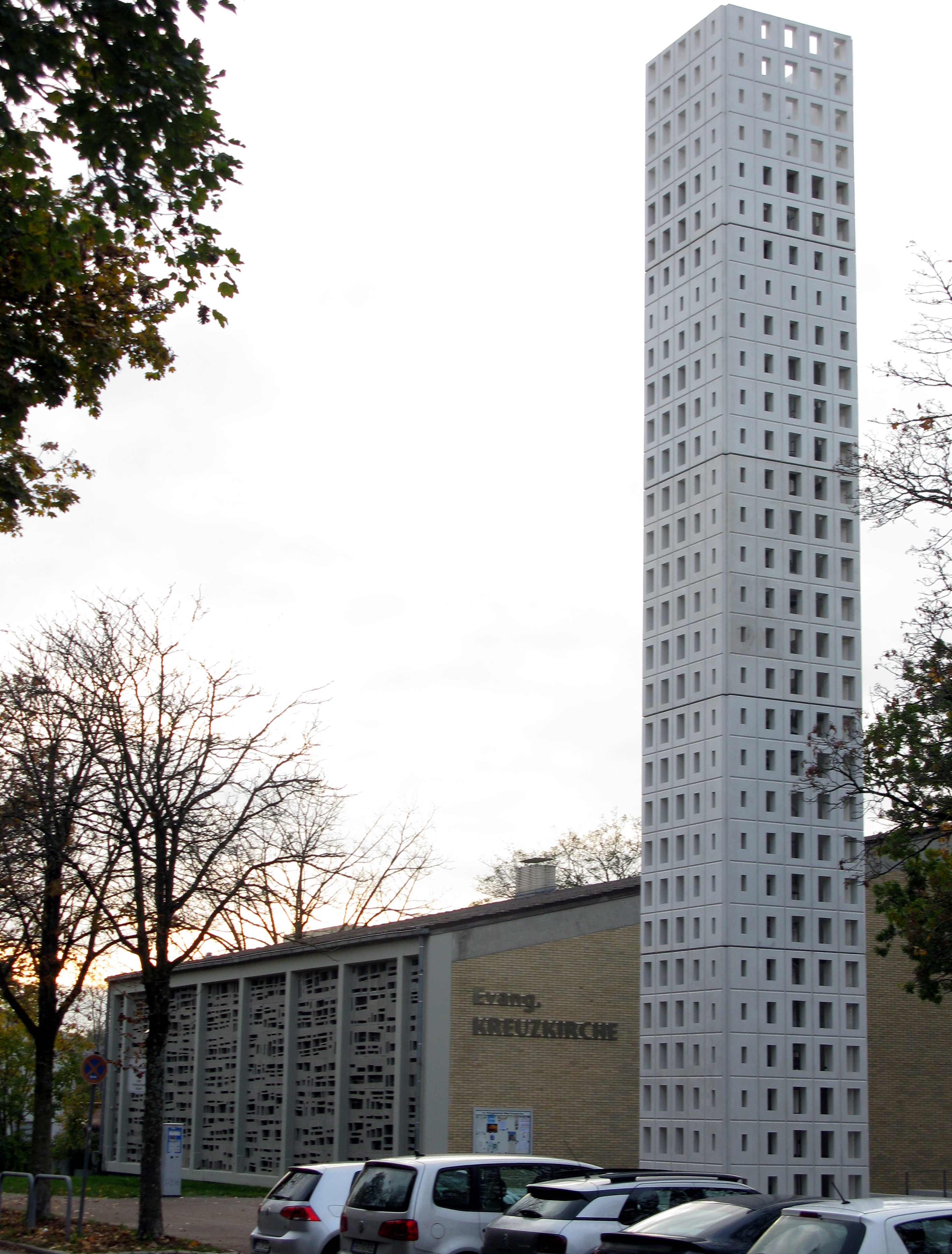
Der neue Turm

Die Kirche beeindruckt durch zweierlei: durch den für das relativ bescheidene Kirchengebäude mit 30 Metern Höhe auffallenden und das umgebende Stadtbild prägenden Kirchturm und zweitens durch die durchgehende deckenhohe Buntglaswand auf der Südostseite des Kirchenraumes, der dadurch den ganzen Tag über markant beleuchtet ist. Die vorherrschende Farbe der frei geformten Glassteine ist rot in unterschiedlichen Tönungen.
Nach 50 Jahren seit der Einweihung wurde die Kirche renoviert. 2017 musste der Turm aus Sicherheitsgründen abgetragen werden, da Feuchtigkeit zu irreparablen Schäden am Stahlbeton geführt hatte. Dadurch verlor die Kirche ihren Status als zu schützendes Denkmal. Die einzelne Glocke, 1928 von der Glockengießerei Bachert in Karlsruhe gegossen, wurde im Kirchenraum verwahrt. 2019 wurde dann ein neuer Turm in etwa den alten Maßen, aber anderer Gestaltung errichtet.

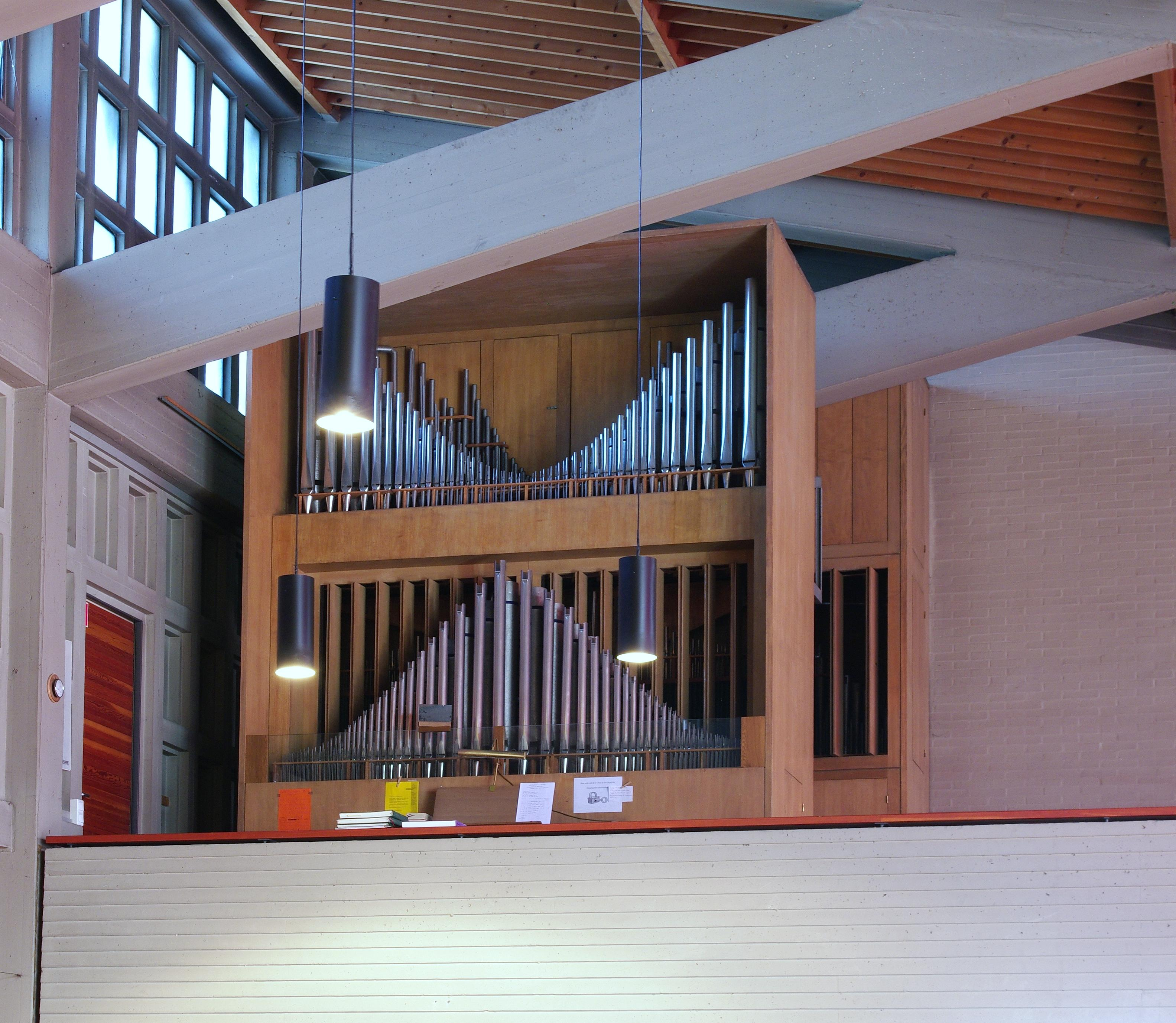
Blick zur Orgel

## Orgel
In der Kirche befindet sich eine Orgel mit 22 Registern auf zwei Manualwerken und Pedal. Sie wurde von der Werkstatt Johannes Klais Orgelbau aus Bonn 1963/64 für die katholische Heilig-Geist-Kirche (Berlin)-Charlottenburg gebaut. Von dort wurde sie 1990 gekauft und von der Werkstatt Freiburger Orgelbau Späth geringfügig umdisponiert und in der Kirche aufgestellt. Von der gleichen Orgelwerkstatt wurde das Instrument 2017 gereinigt und nachintoniert.

## Nachweise
1. ↑  Stadt Freiburg – Bebauungsplanänderung „Berufsschulzentrum Stühlinger - Kreuzkirche“
2. ↑  orgel-verzeichnis.de: Freiburg im Breisgau / Stühlinger – Kreuzkirche; auch Disposition und zahlreiche Bilder

Koordinaten: 47° 59′ 51,54″ N, 7° 49′ 48,79″ O